# Gustave Flaubert
Gustave Flaubert, född 12 december 1821 i Rouen, död 8 maj 1880 på sitt lantställe i Croisset i Canteleu strax utanför Rouen, var en fransk romanförfattare, en av den franska realismens främsta representanter.
Flaubert fick sitt litterära genombrott med debutromanen Madame Bovary. Denna publicerades först i en tidskrift 1856 och kom några år senare ut i bokform.
I Flauberts målsättning med författarskapet låg bland annat en strävan efter att hitta "det precisa ordet", le mot juste. En metod, som starkt kontrasterade mot den hos den mer produktive samtida inspirationskällan Balzac, vars verk tillsammans med Flauberts utgör en betydande del av den franska 1800-talsrealismen.

## Biografi
Flaubert var son till en ansedd och förmögen läkare, överkirurgen vid sjukhuset i Rouen; hans mor tillhörde en gammal normandisk familj. 18 år gammal kom han till Paris för att studera juridik, men han intresserade sig endast för litteraturen. Han svärmade vid denna tid för romantiken, för Byron och Victor Hugo, för Chateaubriand och Gautier. 1840 företog han en resa till Pyrenéerna och Korsika i sällskap med författaren Maxime Du Camp, som han hade lärt känna i Paris. Han hade få ungdomsvänner men de förenades genom samma kärlek till litteraturen: Ernest Chevalier, Louis Bouilhet och Alfred Le Poittevin (död redan 1848). Då hans far och systern Caroline 1846 var döda och hans mor kände sig ensam, flyttade han samma år tillbaka till Rouen i norra delen av Normandie, vid floden Seines vindlar, och slog sig ned på ett av familjen tillhörande lantställe i Croisset. Där vistades han sedan i 36 år till sin död, nästan uteslutande sysselsatt med studier och sina romaner. Hans oberoende ställning tillät honom att följa sin egen smak. Hans ensamma livsstil avbröts endast av en resa till Bretagne 1846 och till Orienten 1849 i sällskap med Maxime Du Camp. Från och med 1846 ägnade han sig helt och uteslutande åt litteraturen.
Han skrev få böcker, men de han skrev är ofta omsorgsfullt genomarbetade och betydelsefulla. Han var en av grundarna av den nya realistiska skolan, naturalismen, som omkring 1850 uppstod i Frankrike i reaktion mot den föregående romantiken. Det, som utmärkte Flaubert och denna skola, var att den i anslutning till de nya naturvetenskapliga åsikterna och den positivistiska filosofin sökte i sina skildringar komma verkligheten närmare än förut. Detta skedde framför allt genom observationen, i det att författaren skildrade endast vad han själv direkt eller indirekt iakttagit och studerat. Med detta tillvägagångssätt, lånat från de experimentella vetenskaperna, låg en reaktion mot romantikens lika ensidiga betonande av endast fantasin såsom diktningens källa. Man bemödade sig om ett rent opersonligt framställningssätt såsom mera vetenskapligt. Flaubert, som i fragment från ungdomstiden gärna anslår en lyrisk patetisk ton, predikade under sina senare år alltid denna opersonlighet i framställningssättet såsom det högsta i litteraturen. I sin diktning är emellertid Flaubert långt ifrån så ensidig som i sina teorier; det är tvärtom två strömningar, som flyter samman i hans författarskap. Å ena sidan utgår han från den romantiska skolan, och särskilt Chateaubriand har haft ett stort inflytande på honom; å andra sidan har han lärt av tidens store realist, Balzac.
Denna dubbelhet präglar hela hans författarskap, och man återfinner den även i de enskilda arbetena, som alla innehåller både ett starkt realistiskt och ett romantiskt element. I grund och botten är han kanske mera romantiker än realist, fast han obestridligen skapat en ny form för den senare riktningen. Detta skedde redan genom hans första roman Madame Bovary, som utkom i "Revue de Paris" hösten 1856 (sv. översättning "Madame Bovary", 1883). Boken väckte uppmärksamhet, kanske inte minst på grund av den rättsliga process för sårande av sedligheten som följde i februari nästa år, men där Flaubert frikändes. Kritiken mottog arbetet tämligen surmulet, få insåg dess betydelse, och det var betecknande för tiden, att Feydeaus långt svagare arbete Fanny, som uppkommit under inflytande av Flauberts roman, fördunklade densamma. Man fann författarens obarmhärtiga blottande av en liten landsortshustrus erotiska förvillelser poesilöst. 1857-61 var Flaubert sysselsatt med arbetet på sin följande roman, Salammbô (sv. översättning 1885), som innehöll en historisk skildring från det nästan okända Kartago. Flaubert hade för att skriva denna roman förberett sig genom mångåriga forskningar i Kartagos forntid. Salammbô är också ett mycket märkligt arbete, som inleder en ny fas i den historiska romanens utveckling. Hittills hade författare av historiska romaner vid skildrandet av en förgången tids kultur insatt sin egen samtids människor, endast lätt kostymerade i historisk dräkt. Man ansåg sig på detta sätt göra skildringen mera "allmänmänsklig" och njutbar för samtiden. Flaubert sökte däremot liksom historikern uteslutande efter det typiska: han framställde människor så kartaginiensiska till uppfattning och känslor, som det var honom möjligt utan att taga hänsyn till vad intryck de gjorde på samtiden. Salammbô betecknar därför ett försök i en ny riktning. Flaubert bemödade sig även att återge Orienten på ett sanningsenligt sätt. Någon större lycka gjorde detta arbete inte; man hade väntat en ny Madame Bovary. 1869 återkom Flaubert med en nutidsroman, Hjärtats fostran, en skildring från hans egen ungdomstid, en roman utan alla romantiska händelser, men i vilken alla människolivets illusioner och särskilt kärleksillusionen bittert sönderplockas. Även detta arbete fick dålig kritik; publiken fann det helt enkelt tråkigt.
Hans melankoli och hans åsikters pessimism förvärrades med åren. Fransk-tyska kriget 1870, den ringa framgång, som hans senare böcker hade, moderns och hans få vänners bortgång, förlusten av större delen av hans förmögenhet, som han ädelmodigt överlämnat åt släktingar, hans sjukdoms förvärrande fördystrade hans sista år. Hans tröst var vänskapen med George Sand, med vilken han stod i livlig brevväxling, hans nieces, madame Commanvilles, vård, och umgänget med den unge Guy de Maupassant, vars litterära gestaltning han djupt engagerade sig för, inspirerade honom att axla ett författarskap. Men aldrig hade hans syn på livet varit så mörk, aldrig hans ironi så bitter och hans människoförakt så svart som i hans följande arbete. En oerhörd beläsenhet ligger gömd bakom skildringarna i Hjärtats begärelse, som utkom 1874. För att skriva denne egyptiske botgörares liv hade han genomforskat teologin, kyrkohistorien samt filosofin och han låter i munkens syner de olika gudavärldarna och systemen skrida förbi våra ögon och njuter av att visa hur lite människan egentligen vet. Det ligger något av Goethes panteism och Fausts anda över detta arbete. Samma år uppfördes hans enda drama, lustspelet
Le candidat, men utan framgång. 1877 utkom hans Tre berättelser, en novellsamling, vilken i sina tre berättelser visar de olika sidorna av hans talang: den mästerliga nutidsberättelsen Notre coeur, medeltidslegenden Saint-Julien 1'hospitalier och den historiska skildringen från Johannes döparens dagar, Herodias.
De sista åren av sitt liv skrev han på romanen Bouvard et Pécuchet (På svenska Den eviga dumheten 2006), där han skildrar två underliga original som samlar på alla slag av mänsklig dumhet, ett arbete där Flauberts romantiska hat mot kälkborgarna får sitt mest skärande uttryck. Den blev emellertid aldrig mer än ett fragment som utkom efter hans död (1881). 1885 utgavs Par les champs et par les greves, innehållande hans resa i Bretagne samt diverse fragment av hans ungdomsdiktning.
Under årens lopp har hans rykte växt. Hela den naturalistiska skolan, Daudet, bröderna Goncourt, Zola med flera såväl som hela den följande generationen, har påverkats av honom. Både den senare realismen och den nyvaknade romantiken står i skuld hos honom. Såsom stilist är han en av den franska litteraturens förnämste. Få ha med större uthållighet filat på sina verk än han. Han avskydde upprepningar av samma ord, pålade sig själv de strängaste och ofta även onödiga och hämmande regler. Men hans språk är färgrikt och kraftigt och hans perioder fyllda av en hemlighetsfull musik.

## Eftermäle
Asteroiden 11379 Flaubert är uppkallad efter honom.

## Verk

### Skönlitteratur
- 1836 - Bibliomanie
  - Boktjuven från Barcelona (översättning: Eyvind Johnson, Wahlström & Widstrand, 1944)
  - Bibliomani (översättning: Svante Setterblad, Gothia, 1963)
- 1842 (utgiven 1928) - Novembre
  - November (översättning: Gunnar och Nun Ekelöf, Wahlström & Widstrand, 1946)
- 1856 - Madame Bovary
  - Madame Bovary (översättning: Ernst Lundquist, Bonnier, 1883)
  - Fru Bovary (anonym översättning, Silén, 1910)
  - Madame Bovary (reviderad översättning av Kjell R. G. Strömberg, Bonnier, 1926)
  - Madame Bovary (översättning: Eva och Axel Ahlman, Baltiska förlaget, 1928)
  - Madame Bovary (översättning: Bengt Söderbergh, Bonnier, 1956)
  - Madame Bovary (översättning: Allan B. Janzon, Saxon & Lindström, 1959)
  - Madame Bovary (översättning: Greta Åkerhielm, Sohlman, 1960)
  - Madame Bovary (reviderad översättning: Jakob Gunnarsson, Niloé, 1970)
  - Madame Bovary (reviderad översättning: Gunilla Banck, Lindblad, 1971)
  - Madame Bovary (översättning av Anders Bodegård, Bonnier, 2012)
- 1862 - Salammbô
  - Salambo (anonym översättning, 1885)
  - Salammbô (översättning: Erik Norling, Almqvist & Wiksell, 1925)
  - Salambô (anonym översättning, Geber, 1925)
  - Salammbô (översättare: Ulf Malmén, Rabén & Sjögren, 1965)
- 1869 - L'éducation sentimentale
  - Hjärtats fostran (översättning: Ellen Witting, Geber, 1951)
- 1874 - La tentation de Saint Antoine
  - Hjärtats begärelse (översättning: Per Meurling, Ehlin, 1957)
- 1877 - Trois contes
  - Ett enkelt hjärta ["Un cœur simple" ur Trois contes], översättning: Gust. Lindelöf, Bonnier, 1919)
  - Tre berättelser (övers. av Pontus Grate och Michaëla Reuterswärd, Tiden, 1951)
  - Ett enkelt hjärta ["Un cœur simple" ur Trois contes], översättning av Alan Asaid, Novellix, 2014)
- 1881 - Bouvard et Pécuchet
  - Den eviga dumheten: berättelsen om Bouvard & Pécuchet (översättning: Monika Lundgren, h:ström, 2006)
- 1910 - Dictionnaire des idées reçues
  - Lexikon över vedertagna åsikter (översättning av Bengt Holmqvist, Tiden, 1958)
  - Lexikon över vedertagna åsikter (tolkning och efterord: Hans Johansson, Bakhåll, 2008)

### Brev
Perfektionisten Gustave Flaubert skrev inte många böcker men å andra sidan finns 1 992 brev bevarade varav: 
- nästan 300 st till syster-/brorsdottern Caroline
- 135 st till prinsessan Matilde
- 126 st till George Sand
- 64 st till Guy de Maupassant
- 58 st till modern
- 30 st till Emile Zola
- 3 st till Victor Hugo som han träffat första gånger 1843, 22 år gammal

## Kronologi
- 1812	äktenskap mellan kirurgen Achille-Cléophas Flaubert och Anne-Justine-Caroline Fleuriot, Rouen.
- 1821	den 12 december föds Gustave Flaubert på Hôtel-Dieu i Rouen, det femte av sex barn.
- 1824	föds systern Caroline Flaubert.
- 1830	den 1 januari skriver Gustave sitt första brev, det är till hans far-/mormor
- 1831	börjar han på det kungliga gymnasiet i Rouen men vantrivs
- 1832	påbörjar han sitt åttonde skolår, revolterar mot skolans hårda disciplin
- 1833	reser till Paris, Versailles, Fontainebleau och Nogent-sur-Seine
- 1834	i skolan skriver han exalterade berättelser och ger ut en skoltidning. Tillbringar sommaren i Trouville (mellan Rouen och Le Havre).
- 1835	läser verk av Shakespeare, skissar på historiespel och åker därefter på sommarferier till Paris och Nogent-sur-Seine.
- 1836	är på besök i Trouville och träffar där den unga Madame Schlésinger som han blir hopplöst förälskad i, kanske hans livs förälskelse.
- 1837	ger ut "Bibliomanie", en berättelse om en fantasigreve, i Le Colibri, en litterär tidskrift i Rouen. Han och hans vänner hittar på figuren Le Garçon (pojken) vilken utgör prototypen för Monsieur Homais i Madame Bovary.
- 1838: 	skriver Mémoires d'un fou, dedicerad till Alfred Le Poitevin, vän till Flaubert och onkel till Guy de Maupassant.
- 1838 	idén om Education sentimental dyker upp.
- 1839 	slutför Smarth, de tidigaste utkasten för La Tentation de Saint-Antoine, lämnar Rouen för studentexamen.
- 1840 	får sin studentmössa. Reser till Pyrenéerna och Korsika. Har en romans med Eulalie Foucaud.
- 1841	åker på sommarsemester till städerna Trouville och Nogent-sur-Seine; registrerar sig för 	juridikstudier. Bor och studerar vid École de Droit i Paris till 1845
- 1842	Reser till Trouville, där lär Flaubert känna familjen Collier. Slutför Novembre.
- 1843	Flaubert påbörjar de första skisserna av Education sentimentale. Träffar Maxim Ducamp i Paris och deras nära samarbete börjar; han möter även Victor Hugo
- 1844 	efter att ha genomlidit en nervös kris på väg till Pont l'Evêque avbryter Flaubert resan och återvänder halvt invalidiserad till sitt barndomshem, Croisset, i Rouen. Nu har han all tid i världen att ägna sig åt Education Sentimentale
- 1845 	Flaubert avslutar sin första version av Education sentimentale. Hans syster Caroline gifter sig med Emile Hamard. Tillsammans med föräldrarna och de nygifta reser han till Italien, Provence, Genua, Milano, Genève och Ferney. Flaubert besöker Genua, palatset i Balbi, och ser målningen la Tentation de Saint Antoine av Brueghel.
- 1846	hans far dör den 15 januari och även hans syster Caroline. Flaubert möter Louise Colet i bildhuggaren Pradiers verkstad. Deras förbindelse startar i juli. Flaubert söker större intimitet med Louis Bouilhet, tidigare medstudent vid skolan i Rouen.
- 1847 	tillsammans med Maxime Du Camp utför han en tre månader lång exkursion i Anjou, Bretagne och Normandie, vilket utmynnar i boken Resa till Bretagne, Par les Champs et par les grèves.
- 1848 	23 februari, Bouilhet och Flaubert åker till Paris för att observera revolutionen, Alfred Le Poitevin dör. Flaubert påbörjar La Tentation de Saint Antoine – Den helige Antonius frestelse. Flaubert skickar ett avskedsbrev till Louise. Förbindelsen återupptas dock igen 1851, det efter att Louise själv rest till Rouen.
- 1849 	12 september slutför han La Tentation...; reser till Mellanöstern och Egypten med Maxime Du Camp
- 1850 	reser i Egypten, Palestina, Syrien, Libanon, Mindre Asien, Konstantinopel.
- 1851 	reser i Grekland, Italien och återvänder i juni till Frankrike. Skriver första brevet till Louise Colet efter deras försoning.
- 1855	skriver sista brevet till Louise Collet.
- 1856	färdig med Madame Bovary. Påbörjar La Tentation de Saint Antoine. Madame Bovary publiceras i tidskriften La revue de Paris. Flaubert skaffar ett vinterboende i Paris; han delar nu sitt boende mellan Croisset och Paris. Delar av la Tentation de Saint Antoine ges ut i L'Artile.
- 1857	Madame Bovary blir rättssak 7 februari, Flaubert och utgivarna av La Revue de Paris åtalas, han börjar skriva på Carthage (Salammbô)
- 1858	Avresa till Afrika. Ger ut l'Artiste d'un fragment de Par les champs et par les gréves. Reser till Algeriet, Tunisien och återvänder via Paris.
- 1862 	Slutför Salammbô. Flaubert påbörjar le Chateau des coeurs vilket är ett samarbete med Louis Bouilhet och Greve d'Osmoy. Salammbô ges ut av Lévy.
- 1863 	Första brevet till George Sand. Möter Turgenjev på middag med Magny. Avslutar Le Chateau des coeurs.
- 1864 	påbörjar bearbetningen av L'éducation sentimentale.
- 1866	reser till England. Flaubert erhåller riddarbetygelser som Chevalier de la égion d'honneur.
- 1869 	16 maj är L'Education sentimentale färdig; påbörjar sista delen av La Tentation de Saint Antoine.
- 1870 	förlagan till Dernières Chansons de Louis Boulhet. Han blir mycket sjuk
- 1871 	hälsar på prinsessan Mathilde i Bruxelles. Reser till England. Blir färdig med den avslutande femte delen av La Tentation de Saint Antione.
- 1872 	ger ut förlagan till Dernières Chansons de Louis Boulhet. Han mor avlider. Flaubert påbörjar manus till Le Sexe Faible, en pjäs av Louis Bouilhet. Första brevet till Guy de Maupassant.
- 1873 	Le Candidat blir klar med manuset till Le Sexe Faible och börjar skiva en egen pjäs, en komedi, Le Candidat
- 1874 	uppför Le Candidat vid teatern i Vaudeville. Flaubert lägger ned pjäsen efter endast fyra föreställningar. Fiasko. Reser till Schweiz
- 1875 	påbörjar Bouvard och i oktober La Légende de Saint Julien l'Hospitalier
- 1876 	klar med La Légende de Saint Julien l'Hospitalier och börjar med Coeur Simple. George Sand dör. Slutför D'un Coeur Simple och påbörjar d'Hérodias.
- 1877 	blir klar med d'Hérodia, ger ut d'Un Coeur Simple, Saint Julien l'hospitalier och d'Hérodias. Flaubert ger ut Dictionnaire des Idées Reçues, har många dråpliga exempel på populärvetenskaplig jargong
- 1877 	slutför Hérodias
- 1880	Chateau des coeurs ges ut av Bouvard och Pécuchet. Den 8 maj dör plötsligt Flaubert av hjärnblödning i Croisset inte fullt 60 år gammal.